# 维塔尔·班班泽
维塔尔·班班泽（法語：Vital Bambanze；1972年7月21日—），布隆迪基龙多省特瓦人，曾任基龙多省参议员，并以特瓦族群代表身份参与多项国际事务。

## 早年经历
维塔尔·班班泽1972年7月21日生于布隆迪基龙多省吉托贝市镇绍尔村（Shore），来自特瓦人家庭。家中有三兄弟两姐妹。班班泽早年就读于吉托贝市镇的卡加佐小学（Kagazo），1989年通过全国竞考进入穆肯克中学，后转学至恩戈齐的唐博斯科中学（Don Bosco）。1998年考入布隆迪大学，获非洲语言文学学士学位。班班泽精通法语、英语、基隆迪语、卢旺达语及斯瓦希里语。

## 职业生涯
1999年，班班泽参与创建特瓦人促进联盟（Unite for the Promotion of Batwa; UNIPROBA），该组织致力于特瓦族群权益保障，他多次担任该组织协调员。班班泽加入联合国人权事务高级专员办事处（OHCHR）土著研究员项目，在日内瓦联合国欧洲总部完成六个月人权实习，获颁土著民族权利保护专家证书。
2010年至2015年，班班泽以特瓦土著民族代表身份出任布隆迪参议院议员。其堂兄夏尔·马萨博曾于2005至2010年担任同职。经布隆迪总统任命，他出任全国土地委员会特瓦族群代表 。2011年班班泽当选联合国人权理事会土著民族权利专家机制成员，后担任该机制主席。同年11月，他在联合国教科文组织第36届大会边会发表演讲，主题为“知识体系、知识多样性、知识社会：制定教科文组织与土著民族互动的政策”（Knowledge Systems, Knowledge Diversity, Knowledge Societies: Towards a UNESCO Policy on Engaging with Indigenous Peoples）。
2020年起班班泽担任特瓦人促进联盟（UNIPROBA）理事长，同年出任联合国土著问题常设论坛成员，2022年获得连任，任期至2025年12月31日。2024年他兼任非洲土著人民协调委员会大湖地区副代表，亦担任中非森林生态系统可持续管理土著与地方社区网络委员。

### 引用
1. 1 2 3 4 5  Au coin du feu.
2. 1 2 3 4  Membership of Permanent Forum on Indigenous Issues.
3. 1 2 3 4  Meet the IPACC Team.
4. ↑  UNESCO Policy on Engaging...
5. ↑  Current UNPFII Members.